# Rancho Blanco, Allende
Rancho Blanco är en ort i Mexiko.   Den ligger i kommunen Allende och delstaten Chihuahua, i den centrala delen av landet, 1 000 km nordväst om huvudstaden Mexico City. Rancho Blanco ligger 1 541 meter över havet och antalet invånare är 123.
Terrängen runt Rancho Blanco är huvudsakligen platt, men norrut är den kuperad. Terrängen runt Rancho Blanco sluttar österut. Runt Rancho Blanco är det mycket glesbefolkat, med 2 invånare per kvadratkilometer. Närmaste större samhälle är Valle de Ignacio Allende, 14,0 km sydväst om Rancho Blanco. Omgivningarna runt Rancho Blanco är i huvudsak ett öppet busklandskap.